# Cerro Las Conchas (Coalcomán)
El Cerro Las Conchas es un volcán de tipo cono de ceniza ubicado aproximadamente 20.5 km al este de la cabecera municipal de Coalcomán, Michoacán, México. Tiene altitud de 2,892 m s. n. m., con una prominencia de 1,940 metros (cumbre referencia: Nevado de Colima), es el pico más prominente de Michoacán y también es un pico ultraprominente, su aislamiento topográfico es alrededor de 98.64 km (vecino más alto: Pico de Tancítaro). Forma parte de la Sierra Madre del Sur. La superficie del volcán forma parte de la unidad de manejo forestal Aguililla-Varaloso.